# رودخانه کاشینکا
رودخانه کاشینکا (به انگلیسی: Kashinka River) رودخانه‌ای است که در روسیه جریان دارد.